# Stringhylla

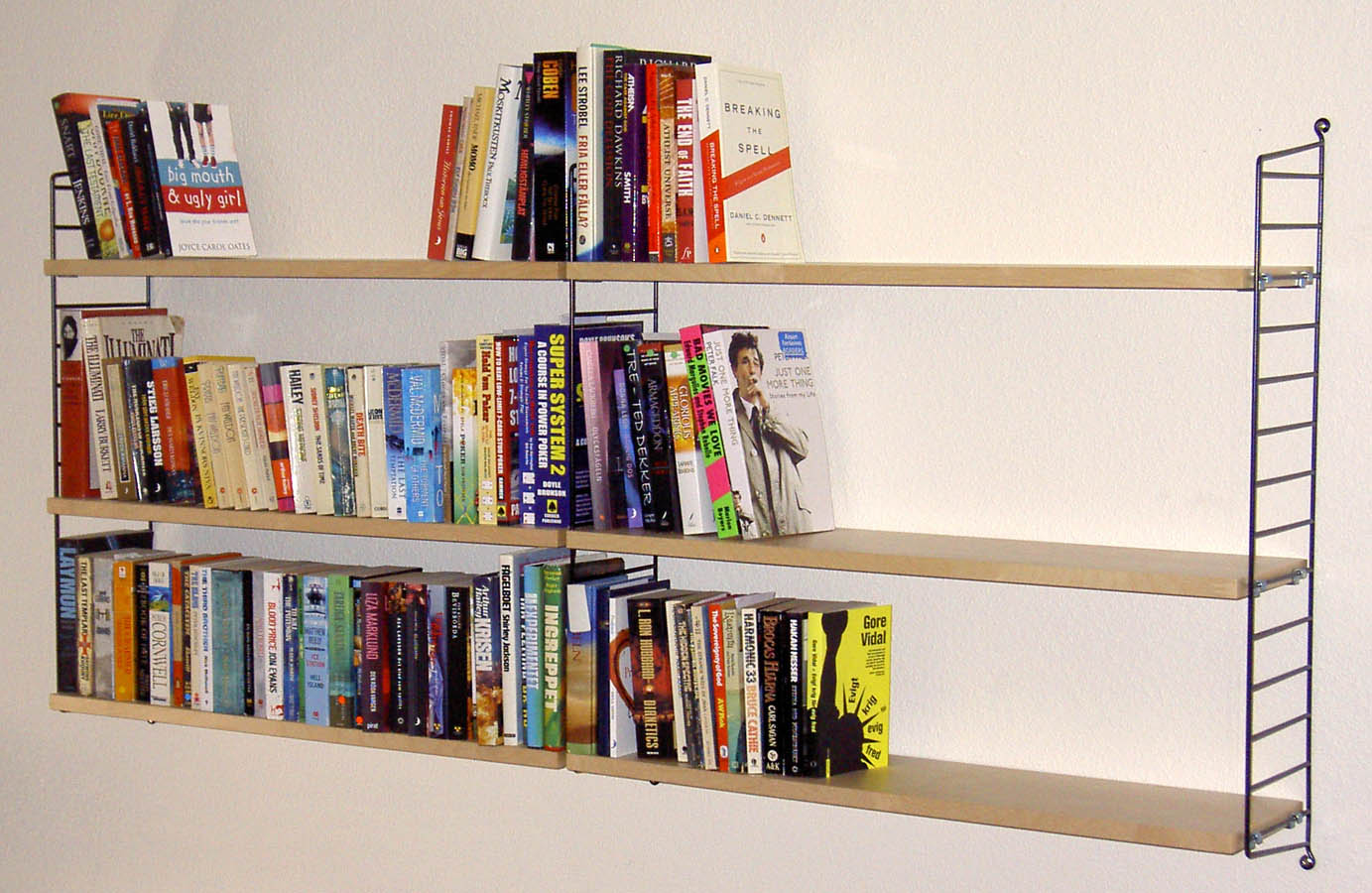
String Pocket hylla.

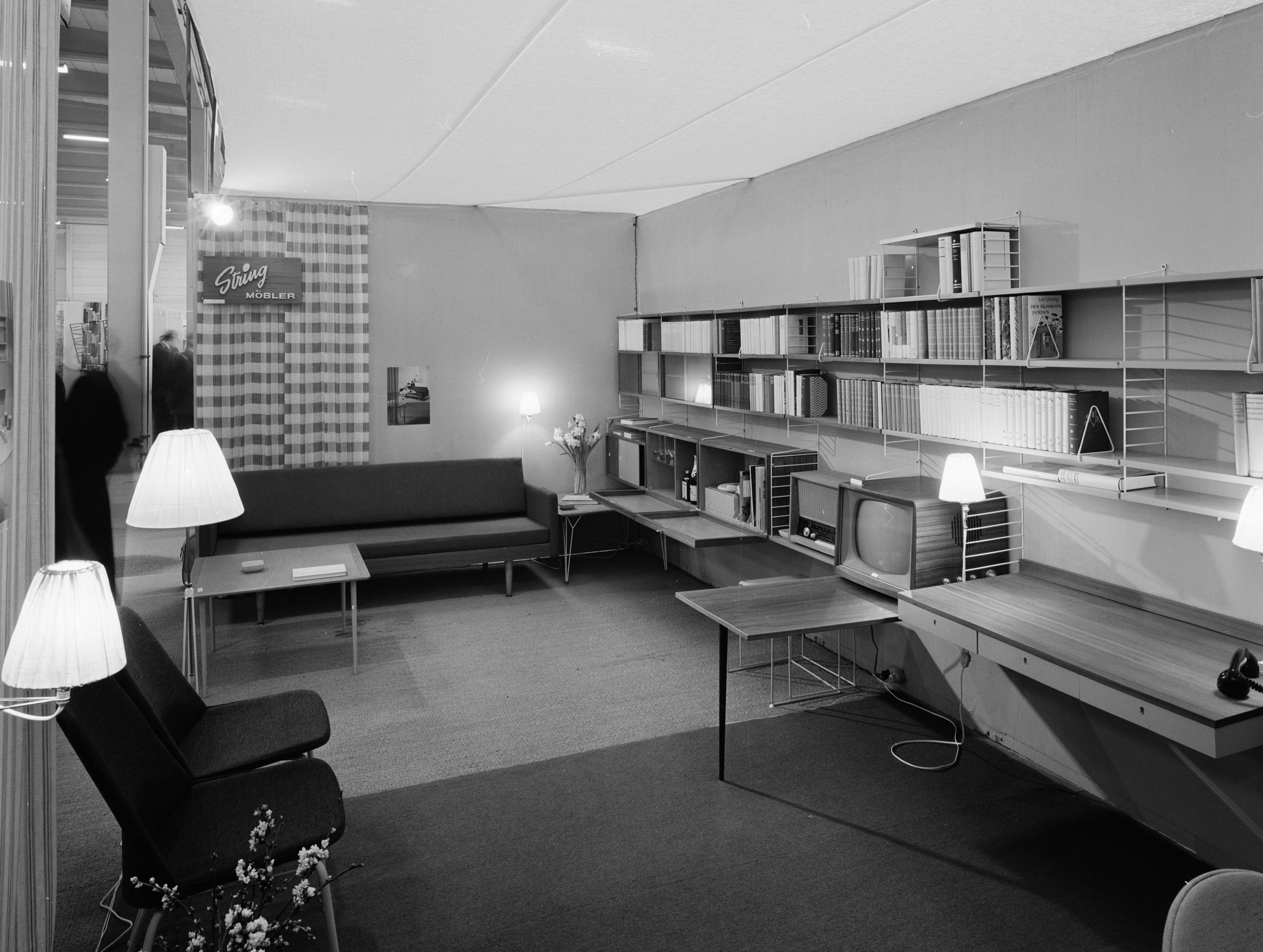
Utställningsinteriör med String-hyllsystem på Sankt Eriks-Mässan, 1950-tal.

Stringhyllan, eller stringbokhyllan, skapades av Nisse och Kajsa Strinning 1949. Den består av fanerade hyllplan som hängs på plastöverdragna metalltrådsgavlar.
Det började med att Bonniers folkbibliotek initierade en tävling 1949, där de sökte en monterings- och utbyggbar bokhylla. Nisse och Kajsa Strinning skickade in sitt förslag som var en sorts utveckling av ett diskställ som hette Elfa som Nisse designat några år tidigare. Hyllan, som kom att få namnet String®, vann tävlingen; stringhyllan belönades även med en guldmedalj på triennalen i Milano 1954. Efter att den förevisats på H55-utställningen i Helsingborg 1955 kom den att bli en försäljningssuccé långt in på 1960-talet.
Senare utvecklades serien från att ha varit vägghängande till att också få en golvstående modell med bland annat vitrinskåp, chiffonjé, lådsektioner, sekretär och tidningshylla.
Utvecklingen av Stringhyllan har inte stannat av. Sedan 2004 drivs utvecklingen av String Furniture som tillverkar String® System. Samtliga komponenter i hyllsystemet tillverkade från 2004 och framåt passar ihop med originalet från 1949.
I samband med Stringhyllans 75-årsjubileum släpptes även en komplett hylla med blå gavlar och hyllplan i massiv furu – precis som den vinnande designen 1949. Detta var en hyllning till Nisse & Kajsa Strinning för deras bidrag till den svenska designfloran.